# 許鳳學
許鳳學（？—？），朝鮮政治人物及朝鮮人民軍大將，也是游擊隊派兼軍內反對派人，曾加入苏联远东方面军独立第88步兵旅。他於朝鮮建國後加入政府和朝鮮勞動黨，並在韓戰期間為指揮官。1958年，他晉升為中將，又被委任為軍校校長。1959年被任命為第2軍军长，翌年又再升為上將。
1962年的最高人民會議選舉中，他成功當選為代議員，並在隨後的一屆連任。同時，他還被委任朝鮮勞動黨中央書記和總政治局長。1968年起兼任對南工作。1969年，金日成的唯一思想體系已被確立，其勢力進一步擴大，許鳳學因而失勢並被肅清(被金日成指責搞軍閥官僚主義)，後下落不明。

## 資料來源
1. ↑  .   [2013-11-30]. （原始内容存档于2016-03-06）.